# 用法
| ウィキペディアには「用法」という見出しの百科事典記事はありません（タイトルに「用法」を含むページの一覧/「用法」で始まるページの一覧）。 代わりにウィクショナリーのページ「用法」が役に立つかもしれません。 |